# Adán Zaragoza
Adán Isaí Zaragoza Meneses (Benito Juárez, Quintana Roo, México; 29 de noviembre de 1997) es un futbolista mexicano. Juega de Centrocampista y su equipo actual es el Tlaxcala F.C. de la Liga de Expansión MX.

## Trayectoria
Comenzó su carrera en Pioneros de Cancún en la temporada 2016-17, anotando 2 goles en 2 partidos en la Serie A de México.
Luego, pasó al Pumas II en la Segunda División de México, no obstante regresó a Pioneros de Cancún en 2018, destacando con 6 goles en 62 partidos durante tres temporadas.
En 2021, se unió al Cancún FC en la Liga de Expansión, donde continuó su buena forma con 5 goles en 33 apariciones.
El 19 de julio de 2022, fue anunciado como nuevo jugador de Cumbayá de la Serie A de Ecuador, marcando así su primera incursión en el extranjero, y la primera en un equipo de primera división. Su debut tuvo lugar el 23 de julio en un encuentro que culminó con una derrota por 3-1 frente a Orense. Posteriormente, el 10 de septiembre, anotó su primer gol en una victoria por 3-0 contra Guayaquil City, durante la décima fecha de la segunda etapa de la Serie A 2022.
En 2023, regreso a México para jugar en el Racing FC Porto Palmeiras de la Segunda División de México. En su primera temporada fue campeón del Torneo Internacional Premier 2023, además fue nombrado el jugador más valioso del torneo.

## Estadísticas

### Clubes
Actualizado al último partido disputado el 4 de febrero de 2024.
| Club                            | Div.          | Temporada     | Liga  | Liga  | Copas nacionales | Copas nacionales | Copas internacionales | Copas internacionales | Total | Total |
| Club                            | Div.          | Temporada     | Part. | Goles | Part.            | Goles            | Part.                 | Goles                 | Part. | Goles |
| ------------------------------- | ------------- | ------------- | ----- | ----- | ---------------- | ---------------- | --------------------- | --------------------- | ----- | ----- |
| Pioneros de Cancún · México     | 3.ª           | 2016-17       | 2     | 2     | —                | —                | —                     | —                     | 2     | 2     |
| Pioneros de Cancún · México     | Total club    | Total club    | 2     | 2     | 0                | 0                | 0                     | 0                     | 2     | 2     |
| Pumas II · México               | 3.ª           | 2017-18       | ?     | ?     | ?                | ?                | ?                     | ?                     | ?     | ?     |
| Pumas II · México               | Total club    | Total club    | ?     | ?     | ?                | ?                | ?                     | ?                     | ?     | ?     |
| Pioneros de Cancún · México     | 3.ª           | 2018-19       | 26    | 3     | —                | —                | —                     | —                     | 26    | 3     |
| Pioneros de Cancún · México     | 3.ª           | 2019-20       | 18    | 0     | —                | —                | —                     | —                     | 18    | 0     |
| Pioneros de Cancún · México     | 3.ª           | 2020-21       | 18    | 3     | —                | —                | —                     | —                     | 18    | 3     |
| Pioneros de Cancún · México     | Total club    | Total club    | 62    | 6     | 0                | 0                | 0                     | 0                     | 62    | 6     |
| Cancún · México                 | 2.ª           | 2021-22       | 33    | 5     | —                | —                | —                     | —                     | 33    | 5     |
| Cancún · México                 | Total club    | Total club    | 33    | 5     | 0                | 0                | 0                     | 0                     | 33    | 5     |
| Cumbayá · Ecuador               | 1.ª           | 2022          | 13    | 1     | 1                | 0                | —                     | —                     | 14    | 1     |
| Cumbayá · Ecuador               | Total club    | Total club    | 13    | 1     | 1                | 0                | 0                     | 0                     | 14    | 0     |
| Racing Porto Palmeiras · México | 3.ª           | 2023-24       | 23    | 3     | —                | —                | —                     | —                     | 23    | 3     |
| Racing Porto Palmeiras · México | Total club    | Total club    | 23    | 3     | 0                | 0                | 0                     | 0                     | 23    | 3     |
| Total carrera                   | Total carrera | Total carrera | 133   | 17    | 1                | 0                | 0                     | 0                     | 134   | 17    |
| 1.                              |               |               |       |       |                  |                  |                       |                       |       |       |